# Cranes (album)
Cranes è l'ottavo album in studio del gruppo musicale dream pop britannico Cranes, pubblicato nel 2008.

## Tracce
1. Diorama – 1:32
2. World – 4:06
3. Feathers – 3:17
4. Wires – 3:41
5. Panorama – 3:17
6. Wonderful Things – 4:15
7. Collecting Stones – 3:11
8. Invisible – 4:02
9. Move Along – 3:53
10. Sleepwalking – 3:05
11. High and Low – 4:06